# Disco4 :: Part I
DISCO4 :: PART I è il sesto album in studio del gruppo musicale statunitense Health, pubblicato il 16 ottobre 2020.

| Recensione | Giudizio |
| ---------- | -------- |
| AllMusic   |          |

## Tracce
1. Cyberpunk 2.0.2.0. – 5:12
2. Body / Prison (feat. Perturbator) – 2:44
3. Power Fantasy (feat. 100 Gecs) – 3:01
4. Judgment Night (feat. Ghostemane) – 2:00
5. Innocence (feat. Youth Code) – 2:32
6. Full of Health (feat. Full of Hell) – 2:16
7. Colors (feat. The Soft Moon) – 4:04
8. Hate You (feat. JPEGMafia) – 1:48
9. D.F. Looks (feat. brothel.) – 3:09
10. Mass Grave (feat. Soccer Mommy) – 3:07
11. Delicious Ape (feat. Xiu Xiu) – 5:45
12. Hard to Be a God (feat. Nolife) – 2:55

## Formazione

### Health
- Jacob Duzsik – composizione, chitarra, tastiera, sintetizzatore, voce
- John Famiglietti – programmazione, composizione
- Benjamin Miller – batteria, composizione

### Altri musicisti
- Sophie Allison – voce, produzione, registrazione
- Jamie Stewart – chitarra, sintetizzatore, voce
- Luis Vasquez – basso, chitarra, voce, sintetizzatori
- Dylan Walker – voce, programmazione, composizione
- Eric Whitney – sintetizzatori, voce
- Sara Taylor – voce
- Matthew Neighbor – registrazione
- Laura Les – composizione
- James Kent – sintentizzatori, programmazione
- Spencer Hazard – programmazione, chitarra
- Ryan George – sintetizzatori, drum machine
- Samuel Di Gristine – basso
- Dylan Brady – sintetizzatori
- David Bland – batteria
- Jake Duzik – chitarra, basso, voce